# Robert Páez
Robert Alexis Páez Rodriguez (Cumaná, 1º giugno 1994) è un tuffatore venezuelano.

## Biografia
Ha rappresentato il Venezuela ai Giochi olimpici di Londra 2012 arrivando venticinquesimo nella gara dei tuffi dal trampolino 3 metri.
Ha gareggiato ai campionati mondiali di Kazan' 2015 nel concorso dei tuffi dal trampolino 3 metri, classificandosi cinquantacinquesimo alle spalle dell'ungherese Botond Bóta, e in coppia con Óscar Ariza in quello della piattaforma 10 m sincro, dove ha concluso al diciassettesimo posto.
Essendosi piazzato tra i primi diciotto atleti classificati nella piattaforma 10 metri nella Coppa del Mondo di tuffi del 2016 ha potuto accedere ai Giochi olimpici di Rio de Janeiro.
Nel 2018 ha fatto coming out come omosessuale.